# Filmes de 1972 da Allied Artists Pictures

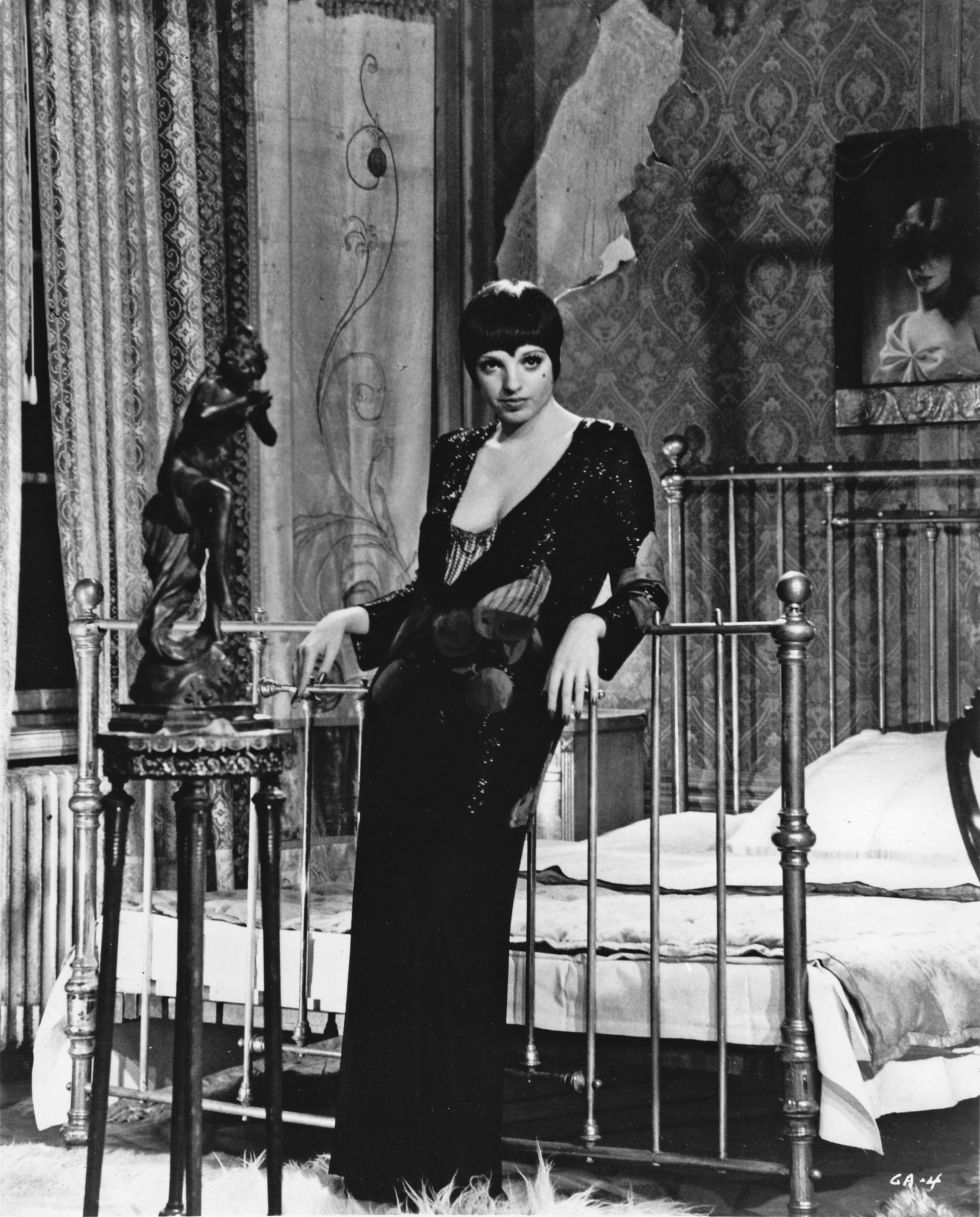
Liza Minelli em cena de Cabaret.